# سید راضی نوری
سیدراضی نوری (زاده ۱۰ شهریور ۱۳۴۶ - دشت آزادگان) پزشک و سیاستمدار ایرانی است؛ وی پیشتر در ادوار نهم و دهم عضو مجلس شورای اسلامی از حوزهٔ انتخابیهٔ شوش در استان خوزستان  بوده است.